# Marco Lingua
Marco Lingua (ur. 4 czerwca 1978 w Chivasso) – włoski lekkoatleta specjalizujący się w rzucie młotem.
Uczestnik igrzysk olimpijskich w Pekinie (2008) – swój występ zakończył na eliminacjach, w których spalił trzy próby. Jedenasty zawodnik mistrzostw Europy, które w 2006 roku gościł Göteborg. W 2009 zdobył srebrny krążek mistrzostw świata wojskowych. Wielokrotny reprezentant Włoch w zimowym pucharze Europy.
Rekord życiowy: 79,97 (1 lipca 2008, Bydgoszcz).